# بيمبو مانويل
بيمبو مانويل (بالإنجليزية: Bimbo Manuel)‏ (مواليد 30 أكتوبر 1958)، هُو مُمثل نيجيري.

## وصلات خارجية
- بيمبو مانويل على موقع IMDb (الإنجليزية)
- بيمبو مانويل على موقع قاعدة بيانات الفيلم (الإنجليزية)